# F.C. Porto
Câu lạc bộ bóng đá Porto (tiếng Bồ Đào Nha: Futebol Clube do Porto; phát âm tiếng Bồ Đào Nha: [futɨˈβɔl ˈkluβ(ɨ) ðu ˈpoɾtu]), thường được biết đến với tên gọi FC Porto hoặc đơn giản là Porto, là một câu lạc bộ bóng đá chuyên nghiệp có trụ sở tại Porto, Bồ Đào Nha. Câu lạc bộ được biết đến nhiều nhất với đội bóng đá chuyên nghiệp đang chơi ở Primeira Liga, hạng đấu cao nhất của bóng đá Bồ Đào Nha.
Được thành lập vào ngày 28 tháng 9 năm 1893, Porto là một trong "Bộ ba vĩ đại" (Os Três Grandes) của bóng đá Bồ Đào Nha, cùng với Benfica và Sporting CP. Porto là đội bóng duy nhất góp mặt trong mọi mùa giải của Primeira Liga kể từ khi giải đấu được thành lập vào năm 1934.
Câu lạc bộ Porto sở hữu 84 danh hiệu lớn, xếp thứ hai trong danh sách các đội bóng Bồ Đào Nha thành công nhất. Tại đấu trường quốc nội, Porto đã ghi dấu ấn với 30 chức vô địch Bồ Đào Nha. Đặc biệt, Porto là một trong hai đội bóng duy nhất trong lịch sử Bồ Đào Nha vô địch giải vô địch quốc gia mà không thua trận nào, vào các mùa giải 2010-11 và 2012-13.

## Lịch sử

### Từ năm 2010–2017

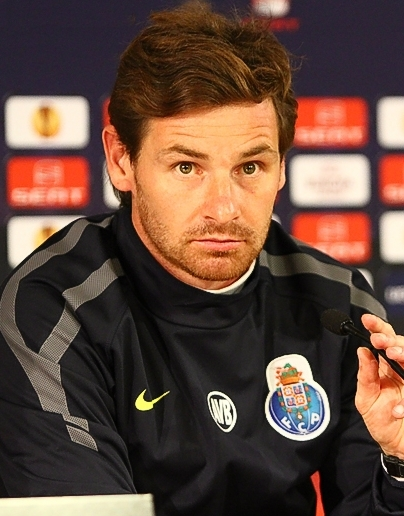
Dưới sự dẫn dắt của André Villas-Boas, Porto đã có một mùa giải vô cùng thành công khi giành được bốn danh hiệu, bao gồm cả UEFA Europa League.

Sự xuất hiện của trợ lý cũ Mourinho, André Villas-Boas, vào mùa xuân năm 2010 đã dẫn dắt Porto đến một mùa giải 2010-11 thành công rực rỡ. Mùa giải khởi đầu bằng chiến thắng 2-0 trước Benfica trong trận tranh Siêu cúp Bồ Đào Nha. Dưới sự dẫn dắt của João Moutinho, Silvestre Varela, Falcao và Hulk, Porto đã thống trị giải Primeira Liga và giành chức vô địch thứ 25 sau 5 trận đấu, đánh bại Benfica ngay trên sân nhà của họ. Năm 2011, Porto vô địch Europa League lần thứ hai sau khi chiến thắng Braga trong trận chung kết toàn Bồ Đào Nha. Falcao ghi bàn thắng duy nhất của trận đấu. Bốn ngày sau, Porto giành cú ăn 4 lịch sử với chiến thắng 6-2 trước Vitoria Guimaraes trong trận chung kết Taça de Portugal.
Sau khi Villas-Boas chia tay Chelsea, Porto đã chọn Vítor Pereira, trợ lý cũ của ông, để dẫn dắt đội bóng. Mùa giải thứ ba liên tiếp, Porto khởi đầu ấn tượng với chiến thắng tại Supertaça. Tuy nhiên, họ lại gục ngã trước Barcelona trong trận tranh Siêu cúp UEFA 2011. Mặc dù thiếu vắng Falcao, Porto vẫn bảo vệ thành công chức vô địch Primeira Liga. Tuy nhiên, họ sớm phải dừng bước tại cả Taça và Champions League. Chuyển sang Europa League, Porto cũng không thể bảo vệ danh hiệu khi để thua Manchester City.
Mùa giải tiếp theo chứng kiến Porto tiến xa hơn ở cả hai đấu trường cúp quốc nội và Champions League. Tuy nhiên, họ phải dừng bước trước Málaga tại vòng 16 đội Champions League. Ở giải Primeira Liga 2012-13, Porto bám đuổi sát sao đội đầu bảng Benfica và chỉ còn kém hai điểm trước khi hai đội đối đầu trực tiếp ở trận áp chót. Trong một trận đấu đầy kịch tính, Porto đã giành chiến thắng với bàn thắng ở phút bù giờ và vươn lên dẫn đầu bảng xếp hạng. Chiến thắng trên sân khách ở trận đấu cuối cùng đã chính thức mang về chức vô địch thứ 27 cho Porto và HLV Vítor Pereira - đây cũng là chức vô địch thứ hai liên tiếp mà không một trận thua nào.
Mùa giải 2013-14 đánh dấu sự xuất hiện của huấn luyện viên trưởng mới Paulo Fonseca tại Porto. Trên bảng xếp hạng Primeira Liga, Porto từng dẫn đầu với 5 điểm cách biệt. Tuy nhiên, một chuỗi kết quả tệ hại khiến họ tụt xuống vị trí thứ ba và Fonseca buộc phải ra đi. Tại Champions League, Porto không vượt qua được vòng bảng. Sau đó, họ lọt vào tứ kết Europa League nhưng gục ngã trước nhà vô địch Sevilla với tỷ số 4-1. Mùa giải của Porto càng thêm tồi tệ với thất bại ở cả hai trận bán kết Taça de Portugal và Taça da Liga trước Benfica. Trận thua tại Taça da Liga còn cay đắng hơn khi diễn ra trên sân nhà và Porto chịu thua trên chấm phạt đền.
Mùa giải 2014-15 đánh dấu một bước ngoặt đen tối trong lịch sử Porto. Bắt đầu với ngân sách lớn nhất từ trước đến nay và huấn luyện viên mới Julen Lopetegui, Porto hứa hẹn một mùa giải bùng nổ. Tuy nhiên, họ không chỉ trắng tay mà còn trải qua những thất bại cay đắng nhất trong lịch sử. Dù chiêu mộ nhiều cầu thủ mới, Porto không thể giành được bất kỳ danh hiệu nào. Đây là thất bại lớn nhất trong nhiệm kỳ chủ tịch của Pinto da Costa. Thêm vào đó, họ phải chịu những trận thua đậm nhất tại các giải đấu châu Âu, bao gồm thất bại 6-1 trước AEK Athens và 6-1 trước Bayern Munich. Mùa giải 2015-16 tiếp tục chuỗi ngày ảm đạm của Porto. José Peseiro, người thay thế Lopetegui vào tháng 1 năm 2016, cũng không thể giúp đội bóng gặt hái thành công. Sau khi mùa giải kết thúc, Peseiro bị sa thải và Nuno Espírito Santo được bổ nhiệm thay thế.

### Conceição dẫn dắt (2017-nay)

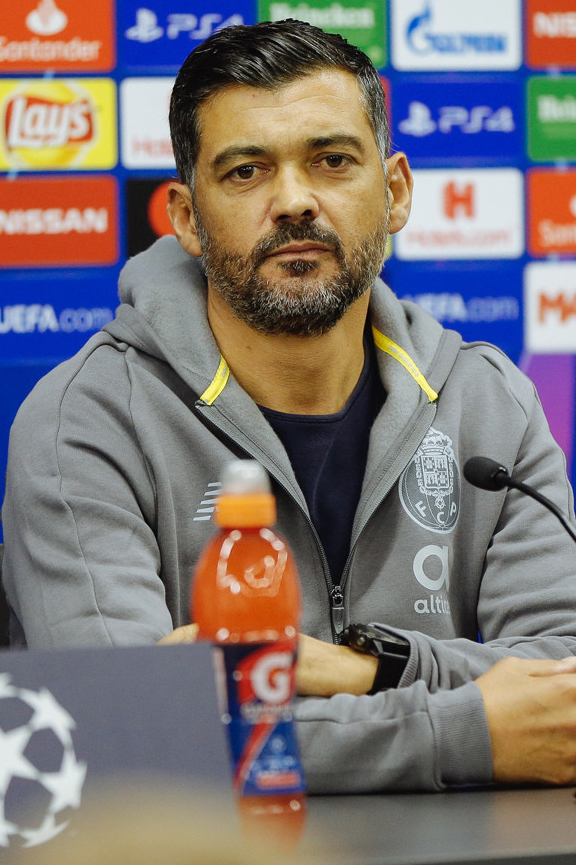
Sérgio Conceição

Sau gần 5 năm trắng tay, Porto đã lên ngôi vô địch giải Bồ Đào Nha 2017-18 dưới sự dẫn dắt của huấn luyện viên Sergio Conceicao. Tiếp đó, tại Champions League 2018-19, họ tiến vào tứ kết nhưng gục ngã trước nhà vô địch Liverpool với tổng tỷ số 1-6.
Mùa giải 2019-20 đánh dấu sự trở lại mạnh mẽ của Porto khi họ giành lại chức vô địch quốc gia lần thứ 29, đồng thời sở hữu thêm Cúp Bồ Đào Nha sau 11 năm chờ đợi. Tuy nhiên, trái ngược với thành công vang dội ở đấu trường quốc nội, FC Porto lại gây thất vọng khi không thể vượt qua vòng bảng Champions League và thi đấu thiếu thuyết phục tại Europa League.
Vòng 16 đội Champions League 2020-21, Porto đã vượt qua Juventus nhờ luật bàn thắng sân khách sau hai lượt trận với tổng tỷ số 4-4. Tuy nhiên, thành tích của họ trong mùa giải chỉ dừng lại ở chiếc cúp quốc gia Supertaça duy nhất.
Sau mùa giải 2020-21 trắng tay, Porto đã có màn trở lại đầy ấn tượng trong mùa giải 2021-22 với hàng loạt thành công vang dội ở đấu trường quốc nội. Dưới sự dẫn dắt của huấn luyện viên Conceição trong mùa giải thứ 5 liên tiếp, đội bóng đã giành lại chức vô địch Primeira Liga với kỷ lục 91 điểm. Họ cũng lập kỷ lục mới về chuỗi trận bất bại dài nhất giải đấu với 58 trận, bắt đầu từ nửa đầu mùa giải 2020-21. Một tuần sau khi chiến thắng tại Primeira Liga, Porto tiếp tục gặt hái thành công khi đoạt thêm Cúp quốc gia, qua đó hoàn thành cú đúp danh hiệu thứ hai dưới thời Conceição.
Ngày 28 tháng 1 năm 2023, dưới sự dẫn dắt của huấn luyện viên Conceição, Porto đã chính thức viết nên lịch sử khi giành được danh hiệu Taça da Liga đầu tiên sau 5 lần vào chung kết.

## Huy hiệu và đồng phục
| Giai đoạn | Nhà sản xuất bộ dụng cụ | Nhà tài trợ áo đấu |
| --------- | ----------------------- | ------------------ |
| 1975–1983 | Adidas                  | —                  |
| 1983–1997 | Adidas                  | Revigrés           |
| 1997–2000 | Kappa                   | Revigrés           |
| 2000–2003 | Nike                    | Revigrés           |
| 2003–2008 | Nike                    | PT                 |
| 2008–2011 | Nike                    | TMN                |
| 2011–2014 | Nike                    | MEO                |
| 2014–2015 | Warrior                 | MEO                |
| 2015–2016 | New Balance             | —                  |
| 2016–2018 | New Balance             | MEO                |
| 2018–2019 | New Balance             | Altice             |
| 2019–2022 | New Balance             | MEO                |
| 2022–     | New Balance             | Betano             |

Năm 1910, huy hiệu đầu tiên của câu lạc bộ được thiết kế. Huy hiệu này có hình quả bóng đá màu xanh cổ điển với đường may màu trắng, bên trên in các chữ cái đầu của tên câu lạc bộ. Đến ngày 26 tháng 10 năm 1922, câu lạc bộ đã phê duyệt mẫu thiết kế mới của Augusto Baptista Ferreira (biệt danh "Simplício") và sử dụng biểu tượng này cho đến ngày nay.
Năm 1906, đội Porto chưa có đồng phục chính thức. Các cầu thủ mặc nhiều màu sắc và hoa văn khác nhau. Năm 1909, ông Monteiro da Costa đề xuất quy định đồng phục trong điều lệ câu lạc bộ. Theo đó, các cầu thủ phải mặc áo sọc dọc xanh, quần đùi đen, và giày cá nhân trong mọi buổi tập và trận đấu. Đồng phục sọc xanh trắng của Porto đã được sử dụng cho đến ngày nay và trở thành biểu tượng của câu lạc bộ.

## Sân vận động

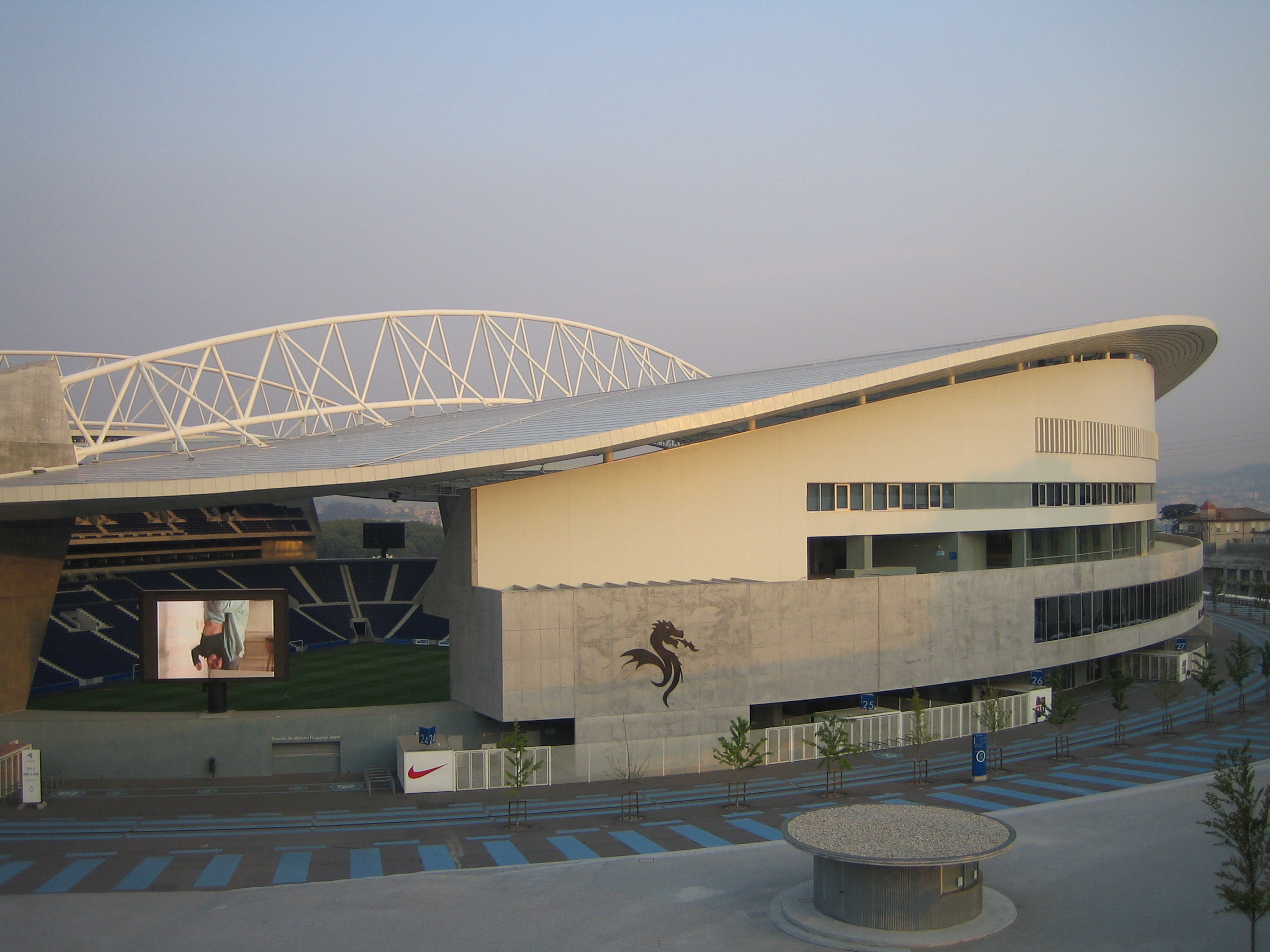
Sân vận động Estádio do Dragão nhìn từ bên ngoài

Sân vận động đầu tiên của FC Porto là Campo da Rainha (Sân Nữ hoàng), được khánh thành vào năm 1906. Ban đầu sân này chỉ là một phần đất hoang được thuê để làm sân bóng. Cuối năm 1906, sân được mở rộng để phù hợp với quy mô thi đấu chuyên nghiệp. Sân có sức chứa 600 người. Trận đấu quốc tế đầu tiên diễn ra tại đây vào ngày 15 tháng 12 năm 1907, giữa Porto và Real Fortuna của Tây Ban Nha.

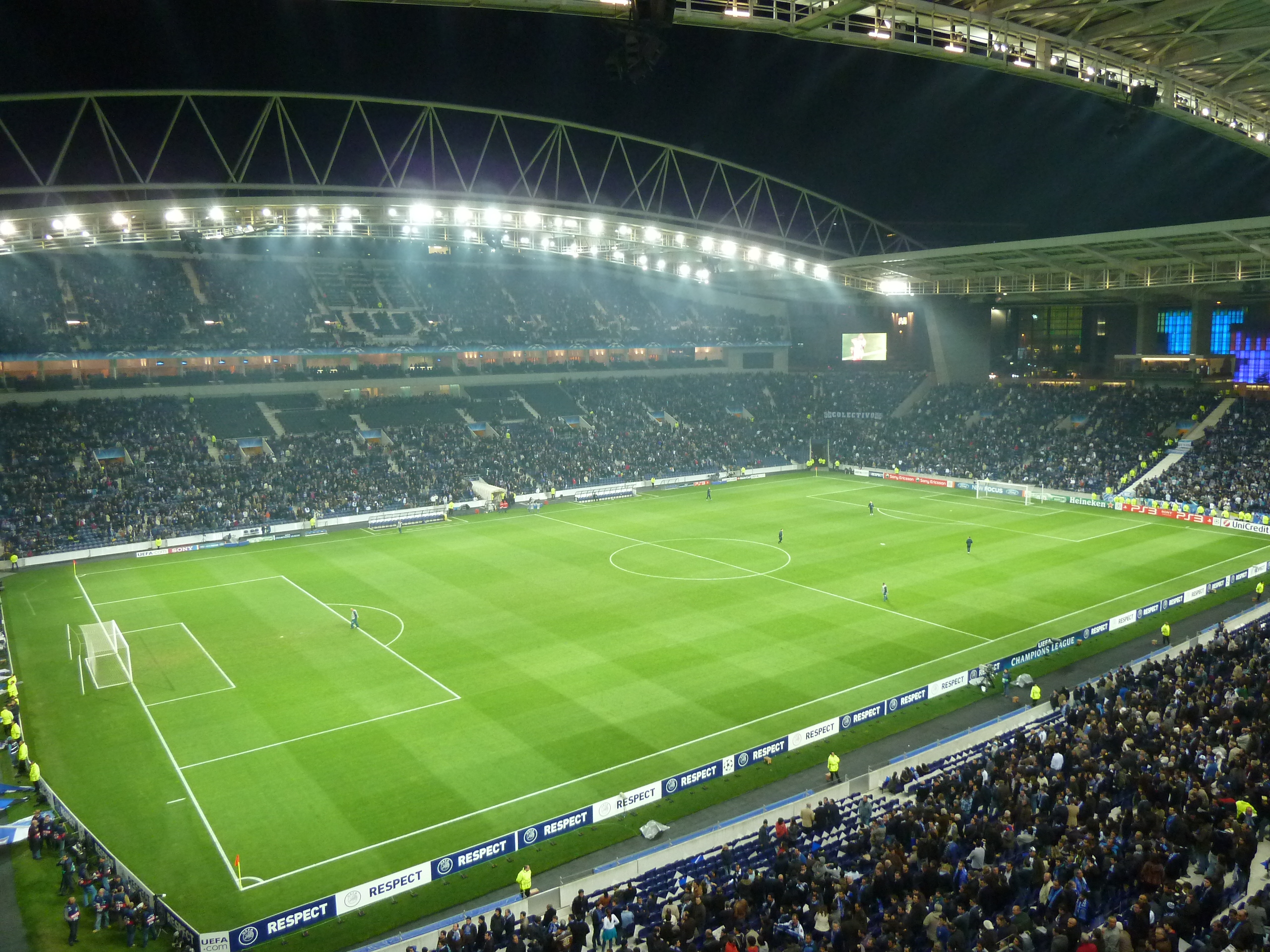
Estádio do Dragão trong trận đấu UEFA Champions League

Năm 1933, nhận thấy nhu cầu ngày càng tăng của lượng khán giả, Porto đã chủ động vạch ra kế hoạch xây dựng một sân vận động mới. Tuy nhiên, dự án chỉ thực sự được khởi động vào năm 1947 với việc mua lại 48.000 mét vuông (12 mẫu Anh) đất tại khu vực phía đông thành phố. Công trình khởi công xây dựng vào tháng Giêng 1950 và được người dân địa phương gọi là Estádio das Antas. Sân vận động chính thức khánh thành vào ngày 28 tháng 5 năm 1952.
Năm 1999, Bồ Đào Nha được trao quyền đăng cai UEFA Euro 2004. Câu lạc bộ chọn địa điểm cách Estádio das Antas vài trăm mét và giao dự án cho kiến trúc sư Manuel Salgado. Sân vận động mới có tên là Estádio do Dragão với chi phí 98 triệu euro và khánh thành vào ngày 16 tháng 11 năm 2003. Hiện tại, sức chứa của sân vận động được giới hạn ở mức 50.431 vì lý do an toàn.

### Bảo tàng
Ngày 28 tháng 9 năm 2013, Bảo tàng FC Porto chính thức mở cửa nhân dịp kỷ niệm 120 năm thành lập câu lạc bộ. Nơi đây là điểm đến lý tưởng cho người hâm mộ Porto và những ai yêu thích lịch sử bóng đá.

## Cầu thủ

### Đội hình hiện tại
Tính đến 2 tháng 7 năm 2024
Ghi chú: Quốc kỳ chỉ đội tuyển quốc gia được xác định rõ trong điều lệ tư cách FIFA. Các cầu thủ có thể giữ hơn một quốc tịch ngoài FIFA.
| Số | VT | Quốc gia    | Cầu thủ                |
| -- | -- | ----------- | ---------------------- |
| 2  | HV | Bồ Đào Nha  | Fábio Cardoso          |
| 4  | HV | Angola      | David Carmo            |
| 5  | HV | Tây Ban Nha | Iván Marcano (đội phó) |
| 6  | TV | Canada      | Stephen Eustáquio      |
| 8  | TV | Serbia      | Marko Grujić           |
| 10 | TĐ | Bồ Đào Nha  | Francisco Conceição    |
| 11 | HV | Brasil      | Pepê                   |
| 12 | HV | Nigeria     | Zaidu Sanusi           |
| 13 | TĐ | Brasil      | Galeno                 |
| 14 | TM | Bồ Đào Nha  | Cláudio Ramos          |
| 16 | TV | Tây Ban Nha | Nico González          |
| 17 | TV | Tây Ban Nha | Iván Jaime             |
| 18 | HV | Brasil      | Wendell                |
| 19 | TĐ | Anh         | Danny Namaso           |

| Số | VT | Quốc gia    | Cầu thủ                  |
| -- | -- | ----------- | ------------------------ |
| 20 | TV | Bồ Đào Nha  | André Franco             |
| 21 | TĐ | Tây Ban Nha | Fran Navarro             |
| 22 | TV | Argentina   | Alan Varela              |
| 23 | HV | Bồ Đào Nha  | João Mário               |
| 28 | TV | Bồ Đào Nha  | Romário Baró             |
| 29 | TĐ | Tây Ban Nha | Toni Martínez            |
| 30 | TĐ | Brasil      | Evanilson                |
| 31 | HV | Brasil      | Otávio                   |
| 70 | TĐ | Bồ Đào Nha  | Gonçalo Borges           |
| 71 | TM | Bồ Đào Nha  | Francisco Meixedo        |
| 91 | TM | Bồ Đào Nha  | Gonçalo Ribeiro          |
| 94 | TM | Brasil      | Samuel Portugal          |
| 97 | HV | Bồ Đào Nha  | Zé Pedro                 |
| 99 | TM | Bồ Đào Nha  | Diogo Costa (đội trưởng) |

### Cho mượn
Ghi chú: Quốc kỳ chỉ đội tuyển quốc gia được xác định rõ trong điều lệ tư cách FIFA. Các cầu thủ có thể giữ hơn một quốc tịch ngoài FIFA.
| Số | VT | Quốc gia | Cầu thủ                                               |
| -- | -- | -------- | ----------------------------------------------------- |
| 7  | TĐ | Brasil   | Gabriel Veron (tại Cruzeiro đến 31 tháng 12 năm 2024) |

## Media

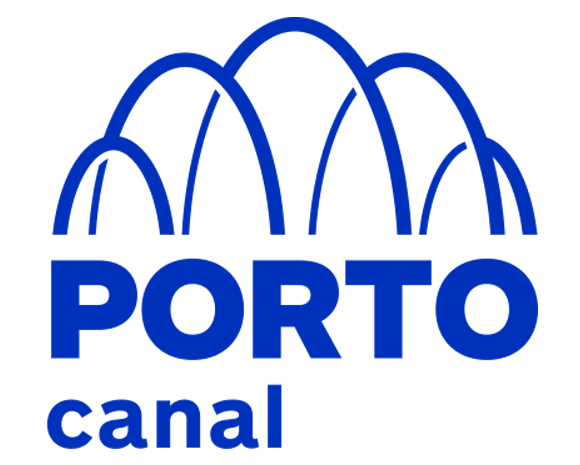

Porto Canal là kênh truyền hình thuộc sở hữu và điều hành bởi câu lạc bộ bóng đá Porto. Kênh phát sóng đa dạng các nội dung như tin tức tổng hợp, tin tức khu vực, và thông tin liên quan đến câu lạc bộ. Porto Canal sử dụng hệ thống truyền hình cáp, vệ tinh và IPTV để tiếp cận khán giả.
Bên cạnh hoạt động thể thao, câu lạc bộ còn phát hành ấn phẩm chính thức hàng tháng mang tên Dragões. Tạp chí này bao gồm các bài báo, phỏng vấn về đội bóng, cầu thủ cũng như nhiều thông tin khác liên quan đến câu lạc bộ. Ngoài ra, họ còn có bản tin hàng ngày gọi là Dragões Diário để cập nhật liên tục tin tức cho người hâm mộ.